# T-35
T-35 a fost un tanc sovietic greu, cu mai multe turele, utilizat în perioada interbelică și la începutul celui de-al doilea Război Mondial. Carul de luptă T-35 a avut o producție și o utilizare limitată în cadrul Armatei Roșii. A fost unicul tanc din lume cu cinci turele care a intrat în producție, dar rezultatul a fost un vehicul foarte lent. Majoritatea tancurilor T-35 care erau încă active la începutul Operațiunii Barbarossa au fost pierdute mai mult din cauza avariilor mecanice decât din cauza focului inamic.

## Proiectare

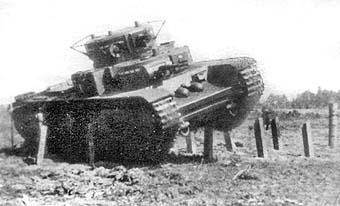
T-35 în timpul testelor din anii 1930

T-35 a fost produs de către birourile de proiectare OKMO din Fabrica Bolșevică Nr.232 din Leningrad, care a început să lucreze la proiect în 1930. Două echipe au dezvoltat proiecte diferite. Echipa condusă de inginerul german Grotte a lucrat la proiectul unui tanc cu o greutate de 100 de tone cu patru turele și înarmat cu un tun naval de 107 mm, care beneficia de servodirecție și suspensie pneumatică. Proiectul a fost ulterior anulat.
Conceptul unui tanc mare, cu multiple turele, era studiat de mai multe țări europene între anii 1920 și 1930. Existau proiecte in Marea Britanie, Franța și Germania. A doua echipa din Rusia, condusă de N. Tsiets, a lucrat la un tanc inspirat de Vickers A1E1 Independent.
În luna iulie a anului 1932, un prototip de 35 tone înarmat cu un tun de calibrul 76,2 mm a fost construit. Ulterior, i-au fost adăugate patru turele dotate cu două tunuri de 37 mm și două mitraliere. Acest prototip avea probleme la transmisie și a fost considerat mult prea complex și scump pentru producția în masă. Un nou prototip, mai simplu, a fost construit.
Noul prototip avea motor nou, o cutie de viteze nouă și o transmisie îmbunătățită. În interesul standardizării, a fost luată decizia de a utiliza același tip de turelă folosit la construcția tancului T-28 (dotat cu doar trei turele). Turelele echipate cu mitraliere erau aceleași pentru ambele tipuri de tancuri. Pe 11 august 1933, tancul T-35 a fost acceptat de către armată și a intrat în producție. Tancurile au fost construite la Fabrica de Locomotive din Harkov, Ucraina, unde au fost produse două serii de vehicule a câte zece unități.
Experiența câștigată prin construirea celor două prototipuri a fost pusă în aplicare la modelul de serie din 1935, care a avut un șasiu îmbunătățit și tunuri de 45 mm în locul celor de 37 mm. Producția în serie a început în anul 1935, fiind construite aproximativ 35 unități până în 1938. Pe parcursul producției, designul tancul a suferit modificări și îmbunătățiri. Datorită costului mare de producție, au fost construite doar 61 de exemplare.

## Utilizare
T-35 a fost folosit de către Brigada 5 Tancuri Grele din Moscova, fiind utilizat în general pentru paradele militare dintre anii 1935-1940. În iunie 1940, s-a decis retragerea lor din prima linie a frontului, fiind luată în considerare transformarea tancurilor în artilerie autopropulsată sau utilizarea lor în cadrul academiilor militare pentru instrucție. Cu toate acestea, tancurile au fost trimise Corpului 8 Mecanizat din Kiev, fiind folosite de către regimentele 67 și 68 care aparțineau de Divizia 34 Blindată.
În timpul Operațiunii Barbarossa, 90% dintre pierderile de tancuri T-35 ale regimentelor 67 și 68 s-au datorat avariilor mecanice, cea mai frecventă problemă fiind la transmisie. Ultima utilizare a tancurilor grele T-35 a fost în Bătălia de la Moscova. Ulterior, patru vehicule care au supraviețuit luptelor au fost folosite pentru instrucție. Unul dintre ele este expus la Muzeul Tancului din Kubinka, în apropiere de Moscova.

## Variante
- T-35-1 - Prototip
- T-35-2 - Prototip
- T-35A - Modelul de bază.
- T-35B - Motor nou. Un singur prototip a fost construit.
- SU-7 - Prototipuri înarmate cu un tun de 254 mm, un obuzier de 305 mm sau un mortier de 400 mm. Cântăreau peste 106 tone.

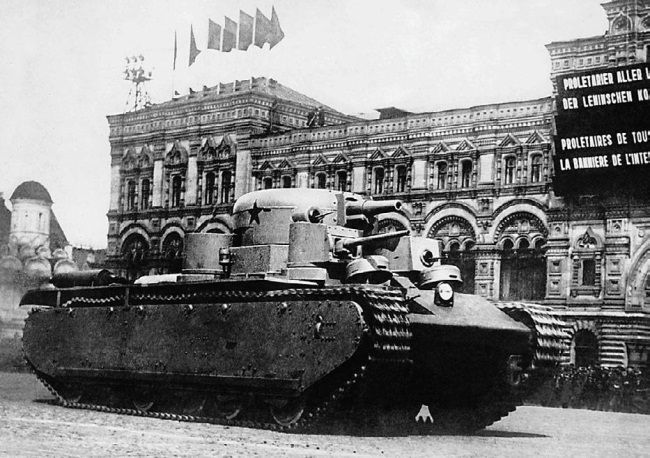
Primul prototip
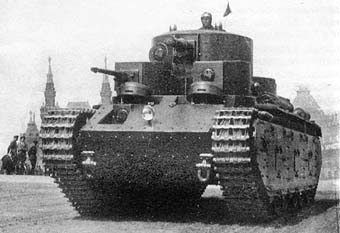
Al doilea prototip
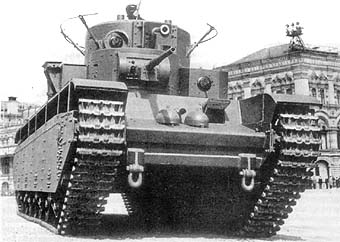
Modelul de serie
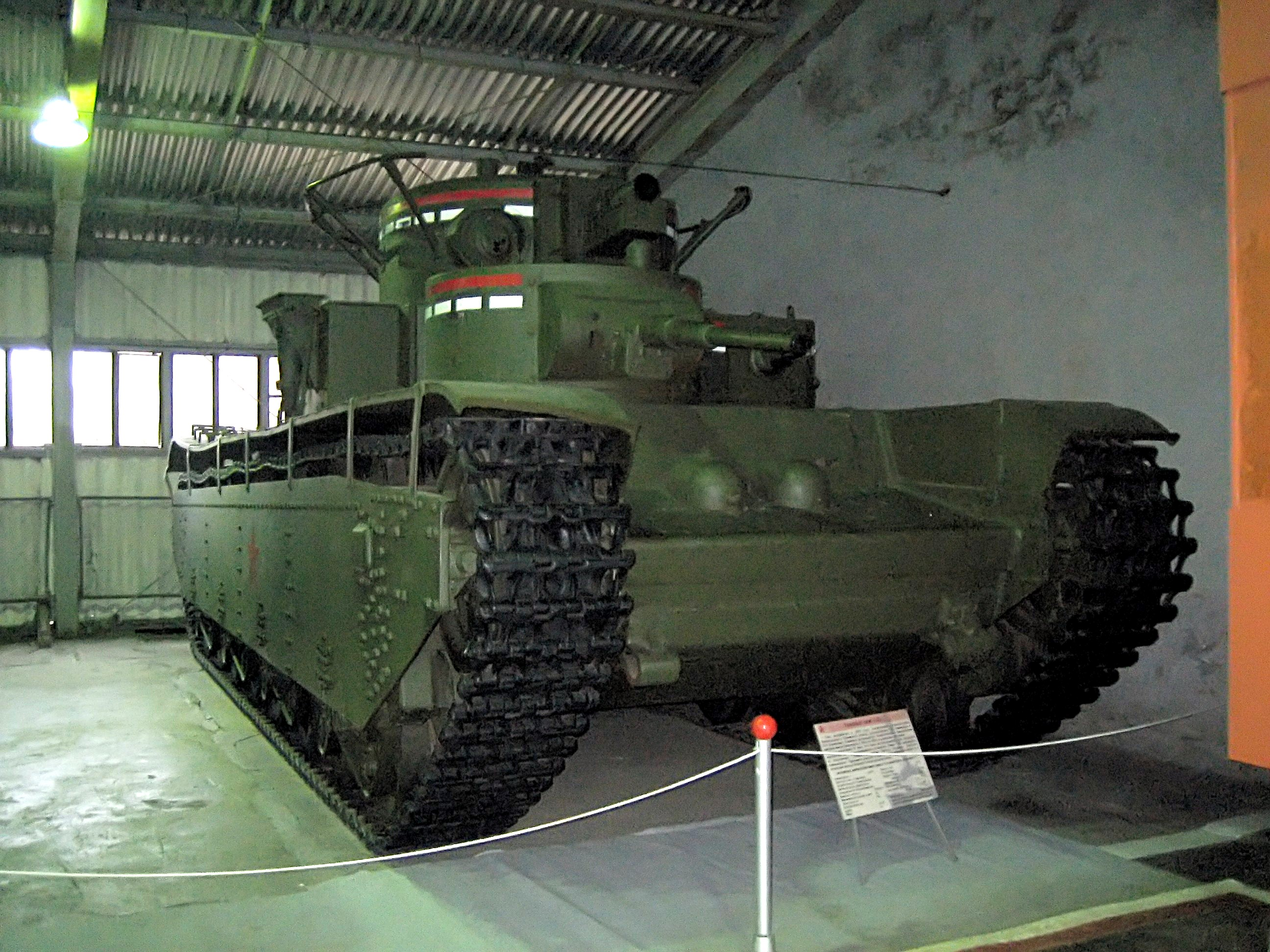
T-35 expus la Muzeul Kubinka din apropierea Moscovei